# بيتر ساندز
بيتر ساندز (بالإنجليزية: Peter Sands)‏ هو نقابي وسياسي أيرلندي، ولد في 1 مايو 1924، وتوفي في 17 أكتوبر 2015. حزبياً، نشط في فيانا فايل. وقد انتخب عضو مجلس الشيوخ من أيرلندا عن دائرة الأعضاء المعينون في مجلس الشيوخ الأيرلندي ‏ وقد انضم خلال فترته النيابية ‏ (23 يونيو 2007 – 22 يوليو 2007)  للكتلة البرلمانية فيانا فايل.